# Theodor Damian
Theodor Damian (n. 28 decembrie 1951,  Botoșani) este un teolog, poet și eseist român stabilit la New York, S.U.A. Membru al Uniunii Scriitorilor din România, Membru al Uniunii Ziariștilor Profesioniști din România, președinte al filialei USA al Academiei Oamenilor de Știință din România.

## Date biografice
Theodor Damian (n.1951) este absolvent al Institutului Teologic București (1975), Master în Teologie (Princeton Theological Seminary, Princeton, SUA, 1990) și Doctor în Teologie (Fordham University, New York, 1993; și Universitatea București, 1999). Alte studii: Institutul Ecumenic, Bossey, Elveția, 1979-80, Universitatea din Lausanne, Elveția, 1980-83.
În 1988 s-a stabilit în Statele Unite, unde a fondat Institutul Român de Teologie și Spiritualitate Ortodoxă cu parohia ortodoxă română "Sf. Ap. Petru și Pavel", Astoria, New York și Cenaclul literar "M. Eminescu" din New York, toate în 1993. Din 1996 publică o revistă bilingvă, română/engleză: "Lumină lină/Gracious Light", Revistă de spiritualitate și cultură românească/Review of Romanian Spirituality and Culture. Este autorul a numeroase lucrări teologice și literare. Poet, teolog, profesor universitar, eseist de factură creștin-ortodoxă; important promotor cultural, editor.

## Opera literară
Poezii publicate in reviste literare de prestigiu din România și din străinătate, a publicat peste 1000 de studii, eseuri, recenzii, articole în cărți, ziare și reviste academice și literare. A participat și prezentat comunicări științifice la peste 100 congrese internaționale din S.U.A., Cipru, Finlanda, Romania, Japonia, Malta, Polonia, Grecia, organizând și prezidând peste 70 dintre ele.

### Critica literară, eseuri
- Cateheze literare, prefață de Mihaela Albu, RawexComs, București, 2020
- Ideea de Dumnezeu în poezia lui Eminescu, prefață de Nicolae Georgescu, Eikon, București, 2016
- Theodor Damian, Richard Grallo, Bert F. Breiner (eds.), Life and Mind: Perspectives on the Human Condition, Theotokos Press, New York, 2013
- Trăirea în Cuvânt (interviuri), Ed. Eikon, Cluj, 2012
- Filosofie și literatură: O hermeneutică a provocării metafizice, Editura Fundației România de Mâine, București, 2008
- Roua cărților. O hermeneutică teologică în context literar, eseuri, Danubius, București, 1998
- Pasiunea textului, Universalia, București, New York, 2003
- Lăuntrul și departele. Antologia Cenaclului literar „Mihai Eminescu” din New York, TipoMoldova, Iași, 2007
- Altare: O antologie de poezie româno-americană, Ed. Geea, Botoșani, 2007
- Eminescu 2000: Aniversări NewYorkeze, Axa, Botoșani, 2000
- Mai am un singur dor, New York, 1995
- Eugen Simion,  Ovid. S. Crohmălniceanu, Dumitru Micu,  Marin Mincu, Gheorghe Bulgăr, Emil Manu, Ștefan Borbély, Theodor Damian, Emilian Galaicu-Păun, Ioan Lazăr, Joachim Wittstock: Eseuri critice despre Christian W. Schenk, Dionysos Boppard 2022, ISBN 9783750440746

### Poezie
- 101 poezii, prefață de Theodor Codreanu, Ed. Academiei Române, București, 2022
- Poemele de la Maria Eich, prefață de Theodor Codreanu, Timpul, Iași, 2021
- Maria Eich (poezii, în germana, traducere de Christian Schenk), Dionysos Verlag, Boppard am Rhein, Germania, 2021
- Perihoreze. Poezii, prefață de Cornel Ungureanu, Eikon, Bucuresti, 2018
- Ein Fallen selbst im Steigen, Lyrik (poezii, în germana, traducere de Mike Froehlich), Pop Verlag, Ludwigsburg, Germania, 2015
- Lazăre, vino afară, prefață de Vasile Andru, cuvânt însoțitor de Ioan Holban,Junimea, Iași, 2016
- Singurul dincolo, Rawexcoms, București, 2015
- In casa fulgerului, antologie, ed. M. N. Rusu, seria Opera Omnia, TipoMoldova, Iași, 2013
- Apofaze, Ed. TracusArte, București, 2012
- Semnul Isar/ The Isar Sign, traducere de Muguraș Maria Petrescu (ediție bilingvă), Ed. Călăuza, Deva, 2011
- Shenja e Isarit (The Isar Sign), traducere în albaneză de Baki Ymeri, Ed. TipoMoldova, Iași, 2010
- Prayers in Hell, Trafford Press, Vancouver, Canada, 2010
- The Isar Sign, Ed. PublishAmerica, Baltimore, Maryland, 2010
- Exerciții de înviere, Ed. Universalia, București, 2009 (Premiul „Ronald Gasparic”, Montreal/Brăila, 2012)
- Stihiri cu stânjenei, TipoMoldova, Iași, 2007
- Semnul Isar, postfață de Vasile Andru, Paralela 45, București, 2006
- Nemitarnice, prefață de Mircea A. Diaconu, Ed. Dionis, Botoșani, 2005
- Poesías (bilingv), Ed. Lumină Lină, New York, 2005
- Ispita rănii, prefață de George Alexe, poezii, Limes, Cluj, 2001
- Calea Împărăției (bilingv), Timpul, Iași, 2000 (Premiul Festivalului Internațional de Poezie Religioasă, Deva, România, Septembrie 2001)
- Rugăciuni în Infern, prefață de Nicolae Manolescu, Ed. Axa, Botoșani, 2000
- Dimineața Invierii, Ed. Axa, Botoșani, 1999
- Lumina Cuvântului, poezii, Libra, București, 1995
- Liturghia Cuvântului, poezii (volum bilingv), Tremain, Klamath Falls, OR, 1989

Proză
- Un alt jurnal New Yorkez, RawexComs, București, 2017
- Vraja emigrației. Însemnări New Yorkeze, Eikon, București, 2016

### Teologie
- Theodor Damian, Gregory of Nazianzus. Discovering a New Face of His Personality, Cambridge Scholars Publishing, Newcastle upon Tyne, UK (ediție revizuită a volumului din 2017), 2022
- Poezia Sf. Grigorie de Nazianz și fața lui umană reflectată în aceasta, Traducere în limba română și indice de nume de Protos. Dr. Maxim (Iuliu-Marius) Morariu Napoca Star, Cluj, 2022
- Glose evanghelice. Meditații la duminicile de peste an, Doxologia, Iași, 2021
- Femeia și calea mântuirii, Limes, Cluj, 2021
- Gregory of Nazianzus’ Poetry and His Human Face in It, Sophia Institute - Theotokos Press, New York, 2017
- Introducere în istoria creștinismului. Primul mileniu, Editura Fundației România de Mâine, București, 2008
- Răsăritul cel de sus: De la Naștere la Înviere, Lumea Credinței, București
- Implicațiile spirituale ale teologiei icoanei, Eikon, Cluj, 2003
- The Icons: Theological and Spiritual Dimensions According to St. Theodore of Studion, The Edwin Mellen Press, Kingston, New York, 2002

Fondator/director de publicații
- Lumină Lină. Gracious Light, Revistă de cultură și spiritualitate românească. Review of Romanian Spirituality and Culture, publicație trimestrială, New York, SUA, ISSN 1086-2366 (din Mai 1996).
- Symposium, proceedings of the Annual Theological Ecumenical Symposium, [în engleză] The Romanian Institute of Orthodox Spirituality and Culture, New York, SUA, ISSN 1084-0591 (din 1994).
- Romanian Medievalia. Proceedings of Presentations at the Annual International Congress on Medieval Studies at the Western Michigan University at Kalamazoo, MI, New York, ISSN 1539-5820 (2001-2017).

## Distincții
(Selecție)
- Medalia Sf. Ștefan cel Mare și Sfânt, din partea IPS Dr. Nicolae Condrea, Mitropolitul Mitropoliei Ortodoxe Române a celor două Americi, 2023
- Ordinul Sfântul Cuvios Ioan Iacob de la Neamț, Noul Hozevit, din partea PF Daniel, Patriarhul Bisericii Ortodoxe Române, 2021
- Premiul de excelență, acordat de Uniunea Scriitorilor din România, Filiala Iași, 2021
- Distincția Acta non verba pentru promovarea Centenarului UZPR în presa online românească din Diaspora, din partea UZPR (Uniunea Ziariștilor Profesioniști din România), 2020
- The Audrey Cohen Award for Academic Excellence, acordat de Metropolitan College of New York, 2019
- Titlul de Professor Emeritus of Human Services and Education, acordat de Metropolitan College of New York, 2019
- Premiul de excelență și medalia „100 pentru Centenar” din partea Guvernului României, 2018
- Ordinul Donum Sacrum Unitatis din partea IPS Arhiepiscop Irineu Pop de la Alba Iulia, 2018
- Premiul special „Mihai Eminescu”, pentru volumul Ideea de Dumnezeu în poezia lui Eminescu, Societatea Scriitorilor Bucovineni, 2017
- Doctor Honoris Causa, Universitatea Bioterra, București, 2016
- Diplomă de excelență din partea Ministerului de Externe al României cu ocazia organizării celui de-al XVI-lea Simpozion Ecumenic teologic la Consulatul general al României la New York, 2008
- Diplomă de excelență din partea Uniunii Scriitorilor din Republica Moldova, Chișinău, 2003
- Diplomă de excelență din partea Mitropoliei Basarabiei pentru relația teologie-cultură, Chișinău, Republica Moldova, 2003
- Cetățean de onoare al municipiului Botoșani, 2002
- Premiul revistei Convorbiri Literare pentru relația dintre teologie și cultură, Iași, 2001